# Underneath Your Clothes
«Underneath Your Clothes» (рус. Под твоей одеждой) — второй сингл колумбийской певицы Шакиры из её первого англоязычного и третьего студийного альбома Laundry Service (2001), выпущенный 18 марта 2002 года на лейбле Epic Records.

## Отзывы критиков
Песня «Underneath Your Clothes» разместилась под #391 в списке «The 500 Greatest Songs Since You Were Born», составленном журналом Blender.

## Видеоклип
Видеоклип на песню «Underneath Your Clothes» был снят американским фотографом Хербом Ритцем и является его второй последней работой перед смертью.

## Выступления
Для продвижения сингла, Шакира выступала на следующих телевизионных программах: CD:UK (ITV1), Domingo Legal (SBT), Divas Live in Las Vegas (VH1), Late Show with David Letterman (CBS), TRL (MTV), Party in the Park 2002 (ITV1) и др.

## Кавер-версии
- Ирландский певец Киран Госс записал кавер-версию на сингл «Underneath Your Clothes» для благотворительного альбома Even Better Than the Real Things Vol. 1
- Шведская певица Эми Даймонд записала кавер для компиляции Super Troupers
- Бразильская гёрл-группа Rouge исполнила португальскую версию песни под названием «Você Me Roubou»

## Список композиций
CD maxi
1. «Underneath Your Clothes»(Album Version) — 3:44
2. «Underneath Your Clothes»(Acoustic Version) — 3:55
3. «Underneath Your Clothes»(Mendez Club Radio Edit) — 3:24
4. «Underneath Your Clothes»(Thunderpass Club Mix) — 6:52
5. «Underneath Your Clothes»(Video) — 3:37

CD single
1. «Underneath Your Clothes»(Album Version) — 3:44
2. «Underneath Your Clothes»(Acoustic Version) — 3:55

## Официальные ремиксы
1. «Underneath Your Clothes» (Acoustic Live Vox Version)
2. «Underneath Your Clothes» (Bastone & Burnz Mix)
3. «Underneath Your Clothes» (Fairlite Remix)
4. «Underneath Your Clothes» (Lester Mendez Club Mix)
5. «Underneath Your Clothes» (Lester Mendez Club Mix Radio Edit)
6. «Underneath Your Clothes» (Lester Mendez Dub Mix)
7. «Underneath Your Clothes» (The Xquizit Dj X D&D Dub Mix)
8. «Underneath Your Clothes» (The Xquizit Dj X D&D Vocal Remixes)
9. «Underneath Your Clothes» (Thunderpass Club Mix)
10. «Underneath Your Clothes» (Thunderpass Club Radio Edit)
11. «Underneath Your Clothes» (Thunderpass Club Video Edit Mix)
12. «Underneath Your Clothes» (Thunderpass Radio Edit)
13. «Underneath Your Clothes» (Thunderdub)
14. «Underneath Your Clothes» (Thunderpass Tribe-A-Pella)

## Чарты

### Недельные чарты
| Чарт (2002)                          | Высшая позиция |
| ------------------------------------ | -------------- |
| Австралия (ARIA)                     | 1              |
| Австрия (Ö3 Austria Top 40)          | 1              |
| Бельгия (Ultratop 50 Flanders)       | 1              |
| Бельгия (Ultratop 50 Wallonia)       | 7              |
| Канада (Canadian Hot 100)            | 11             |
| Дания (Tracklisten)                  | 4              |
| Финляндия (Suomen virallinen lista)  | 8              |
| Франция (SNEP)                       | 2              |
| Германия (Media Control AG)          | 2              |
| Греция (IFPI Greece)                 | 6              |
| Венгрия (Mahasz)                     | 9              |
| Венгрия (Single Top 20)              | 1              |
| Ирландия (IRMA)                      | 1              |
| Италия (FIMI)                        | 3              |
| Нидерланды (Mega Single Top 100)     | 1              |
| Новая Зеландия (Recorded Music NZ)   | 2              |
| Норвегия (VG-lista)                  | 2              |
| Румыния (Romanian Top 100)           | 8              |
| Швеция (Sverigetopplistan)           | 3              |
| Швейцария (Schweizer Hitparade)      | 2              |
| Великобритания (UK Singles Chart)    | 3              |
| США (Billboard Hot 100)              | 9              |
| США (Billboard Hot Dance Club Songs) | 5              |
| США (Billboard Latin Pop Songs)      | 40             |
| США (Billboard Mainstream Top 40)    | 4              |